# Lávka Strakonice
Lávka přes Otavu je situována v centru Strakonic. V podhradí Strakonického hradu překonává řeku Otavu cca 80m nad jezem. Na obou březích Otavy se dle určení územního plánu nachází plochy veřejné a vyhrazené zeleně, tedy plochy určené pro rekreaci a odpočinek obyvatelů a návštěvníků města.
Nová lávka propojuje dvě historická centra Strakonic. Na pravém břehu řeky jsou významné kulturní a rekreační objekty, především Strakonický hrad, letni kino a jízdárna. Na levém historické centrum města se sv. Markétou a areál Měšťanského pivovaru Strakonice.
Ocelová visutá lávka pod Strakonickým hradem evokuje vzpomínku na staré řetězové mosty, a to nejen svým tvarem, ale i použitými materiály. Pouze vstupní portály (nosné pilíře) na obou březích jsou poněkud odlehčené. Lávka je navržena tak, aby svým řešením v žádném pohledu nekonkurovala historickým hradním objektům. Konstrukce je subtilní, materiály a barevné řešení je zvoleno tak, aby lávka splynula se svým okolím a nevytvářela zbytečnou dominantu.
Vzhledem k historickému a kulturnímu významu Strakonického hradu, který dnes slouží spíše jako kulturní, rekreační a turistické zázemí města, je jeho propojení pěší komunikací se skutečným centrem dobrým krokem k oživení města. Nabízí cyklistům a chodcům klidnější a bezpečnější cestu než je velmi frekventovaný most Jana Palacha, který slouží jako místní komunikace, ale zároveň převádí tranzitní a kamionovou dopravu. Pro město má lávka bezpečnostní a strategický význam, je postavena nad niveletou stoleté vody, umožní bezpečné spojení obou břehů i v době povodní. Je dimenzována tak, aby v případě nouze umožnila pojíždění sanitkami a osobními automobily záchranného systému.

## Základní údaje o lávce
- Délka lávky: 109,40 m
- Rozpětí polí: 9,25 + 89,40 +9,25 m
- Šířka lávky mezi zábradlím: 4,00 m
- Šířka lávky: 5,42 m
- Stavební výška: 0,47 m
- Plocha nosné konstrukce lávky: 423 m²
- Architekt: Ing. arch. Iveta Torkoniaková
- Projektant: Ing. Václav Mach, Ing. V. Hoznour , Ing. R. Křupka VPÚ DECO PRAHA a.s.
- Investor: Město Strakonice
- Zhotovitelé: Sdružení firem SMP CZ, a.s. a SDS EXMOST spol. s r.o.
- Výstavba: 2009
- Náklady: 62,7 mil. Kč

## Ocenění
Lávka obdržela tato ocenění:
- Mostní dílo roku 2009, udělil ministr dopravy ČR
- Dopravní stavba 2009, Cena časopisu Silnice železnice za konstrukční detail pro Lávku u Strakonického hradu
- Cena Klubu Za starou Prahu za novou stavbu v historickém prostředí pro rok 2011

## Fotogalerie

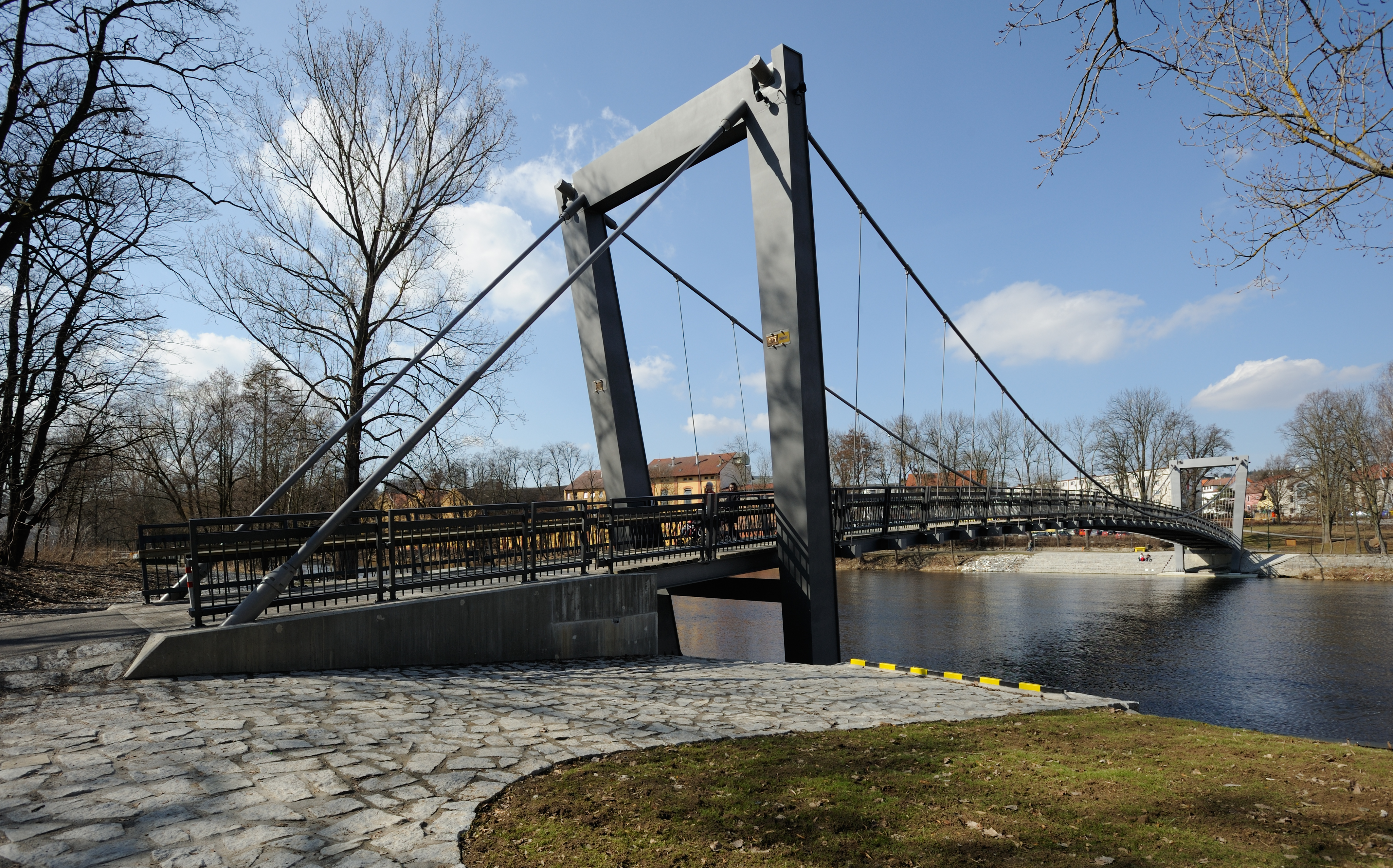
Pohled na lávku z nábřeží
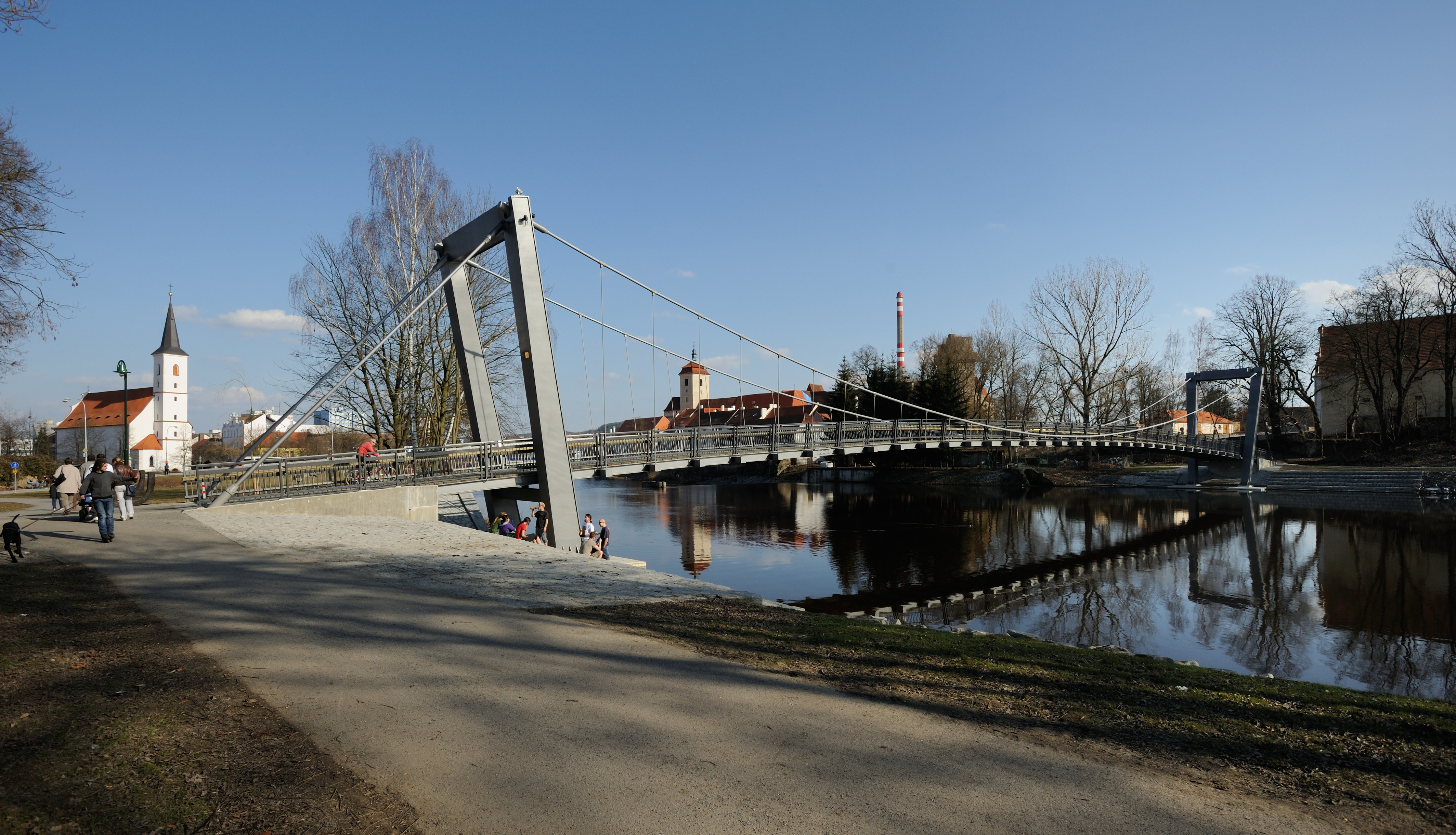
Lávka s hradem
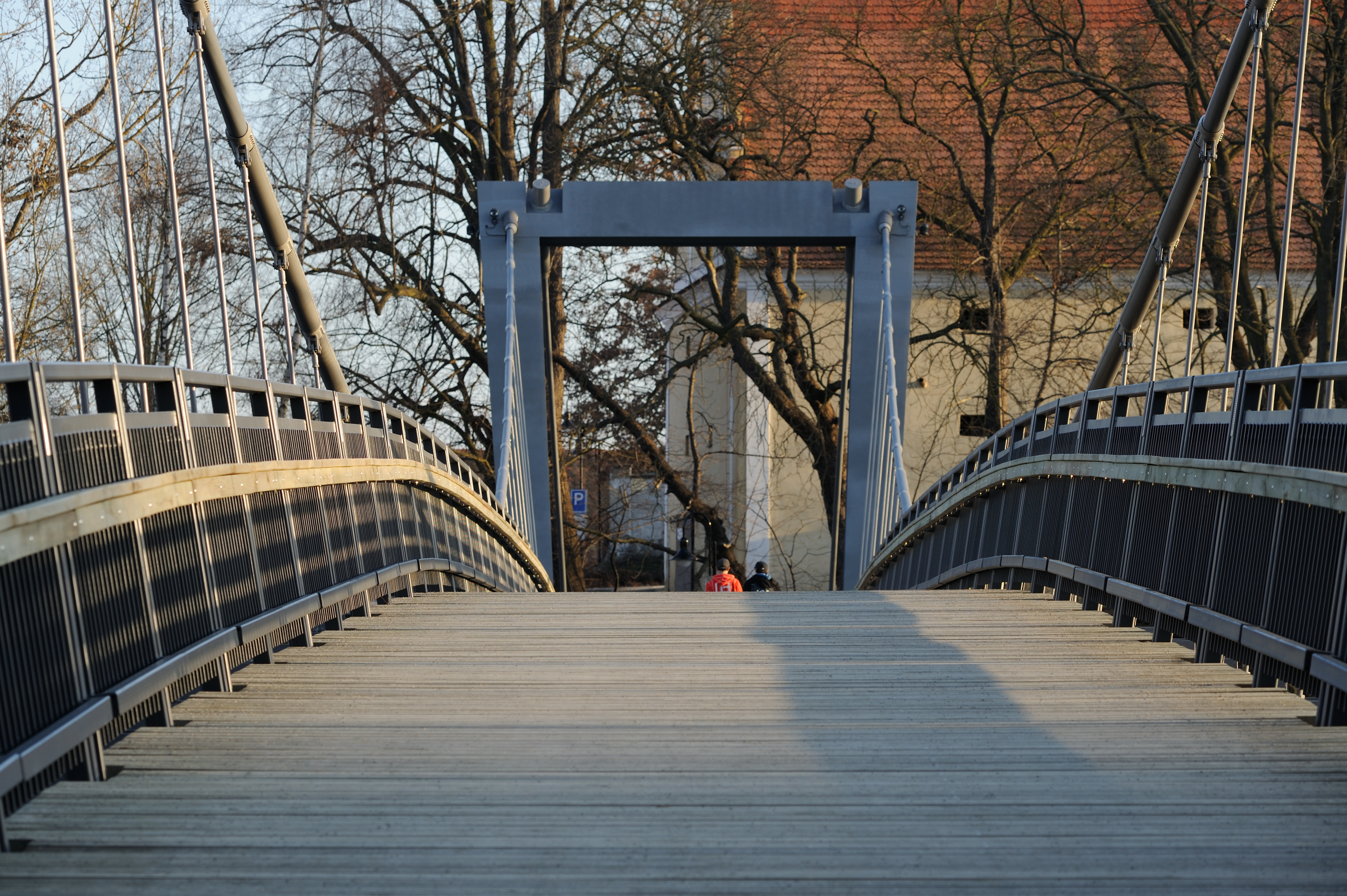
Na lávce
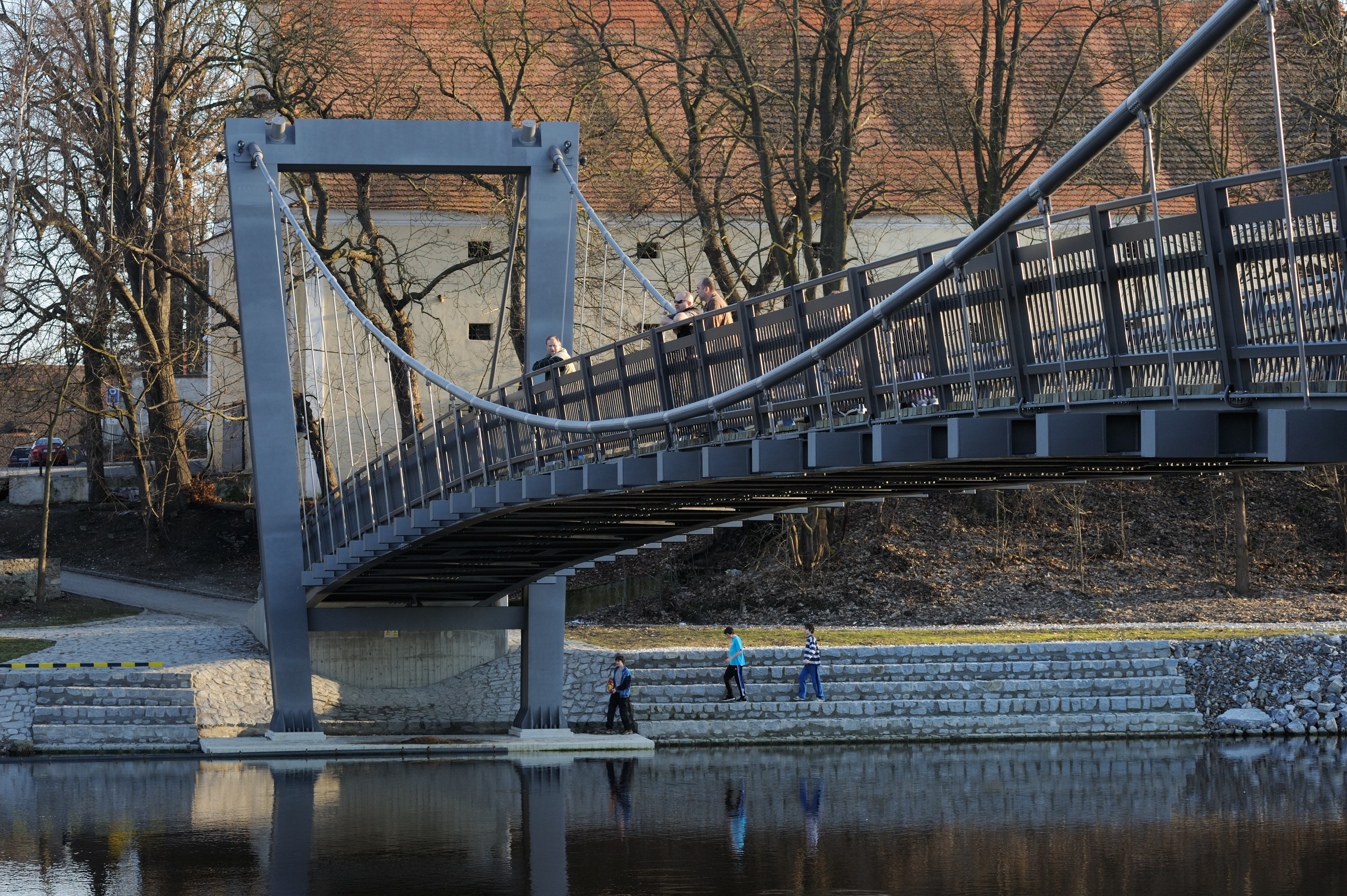
Detailní pohled na lávku ve Strakonicích